# 警部 (1979年の映画)
『警部』（Flic ou voyou）は1979年のフランスの映画。出演はジャン＝ポール・ベルモンドなど。警察と犯罪組織の癒着を暴く凄腕警部の活躍を描く。
日本では1980年の初公開後に日本語吹き替えでテレビ放送が行われている他、『警視コマンドー』の題でVHSが発売されたこともある。2020年に『ジャン＝ポール・ベルモンド傑作選』として、「大盗賊」「大頭脳」「恐怖に襲われた街」「危険を買う男」「オー!」「ムッシュとマドモアゼル」「プロフェッショナル」とともに上映された。。

## キャスト
- スタニスラス・ボロウィッツ警部：ジャン＝ポール・ベルモンド
- エドモンド：マリー・ラフォレ
- テオドール・ムサード：ジョルジュ・ジェレ
- マサード検査官：ジャン＝フランソワ・バルメ
- アキレ・ヴォルフォニ：クロード・ブロッセ
- キング：トニー・ケンドール
- マルセル・ラングロワ：ミシェル・ボーヌ
- シモーネ・ラングロワ：カトリーヌ・ラシェン
- バートランド夫人：ジュリエット・ミルズ
- マリオ：ヴェナンチーノ・ヴェナンチーニ
- カザバン：シャルル・ジェラール
- グリモー：ミシェル・ガラブリュ

## スタッフ
- 監督：ジョルジュ・ロートネル
- 製作：アラン・ポワレ
- 原案：ミシェル・グリゾア
- 脚本：ジャン・エルマン、ミシェル・オーディアール
- 撮影：アンリ・ドカエ
- 音楽：フィリップ・サルド
- 制作：ゴーモン・インターナショナル、セリト・フィルム
- 配給：フランス・シネマ・フェア実行委員会